# Markel Corporation
Markel Corporation — финансовая холдинговая компания США, специализируется на страховании и перестраховании, через дочернюю компанию Markel Ventures инвестирует в компании различных отраслей.

## История
Компания основана в 1930 году Сэмюелом Маркелом. В 1951 году в Торонто был основан канадский филиал Markel Financial Holdings, в 1985 году он был куплен Премом Ватсой и стал основой для его компании Fairfax Financial. 
В 1986 году акции компании были размещены на фондовой бирже NASDAQ, в 1997 году листинг акций был перенесён на Нью-Йоркскую фондовую биржу. В 2000 году была куплена бермудская страховая компания Terra Nova (Bermuda) Holdings с операциями в Великобритании.

## Деятельность
Из выручки 9,74 млрд долларов в 2020 году на страховые премии пришлось 5,61 млрд долларов, на инвестиционный доход — 372 млн, на проданные товары — 1,44 млрд, на предоставленные услуги — 1,69 млрд. Страховые выплаты составили 3,47 млрд. Активы на конец года составили 41,7 млрд, из них 24,9 млрд пришлось на инвестиции.
Основные подразделения на 2020 год:
- Страхование — страхование ответственности и имущества, около трёх четвертей выручки приносит деятельность в США; страховые премии 6 млрд долларов, операционная прибыль 169 млн долларов.
- Перестрахование — работает в США, Великобритании и на Бермудских островах; страховые премии 1,1 млрд долларов, операционный убыток 75 млн долларов.
- Инвестиции — покупка ценных бумаг через три бермудские компании по управлению фондами, Nephila, Markel CATCo и Lodgepine; инвестиционный доход 372 млн долларов.
- Markel Ventures — покупка контрольных пакетов акций небольших компаний; операционная прибыль 245 млн долларов.

В списке крупнейших компаний США Fortune 500 за 2021 год Markel заняла 311-е место.
Основные страховые компании:
- Evanston Insurance Company (Иллинойс)
- Essentia Insurance Company (Миссури)
- FirstComp Insurance Company (Небраска)
- Markel American Insurance Company (Виргиния)
- Markel Global Reinsurance Company (Делавэр)
- Markel Insurance Company (Иллинойс)
- National Specialty Insurance Company (Техас)
- State National Insurance Company, Inc. (Техас)
- Suretec Insurance Company (Техас)
- Markel Bermuda Limited (Бермудские острова)
- Markel Insurance SE (Германия)
- Markel International Insurance Company Limited (Великобритания)
- Markel Syndicate 3000 (Великобритания, Lloyd’s of London)